# جوزپه اولیویری
جوزپه اولیویری (ایتالیایی: Giuseppe Olivieri; ۲۸ فوریهٔ ۱۸۸۹ – ۲۲ مهٔ ۱۹۷۳) دوچرخه‌سوار اهل ایتالیا بود. وی در مسابقات جیرو دیتالیا شرکت کرده است.